# Musoniella brasiliensis
Musoniella brasiliensis är en bönsyrseart som beskrevs av Giglio-tos 1916. Musoniella brasiliensis ingår i släktet Musoniella och familjen Thespidae. Inga underarter finns listade i Catalogue of Life.